# .30-01

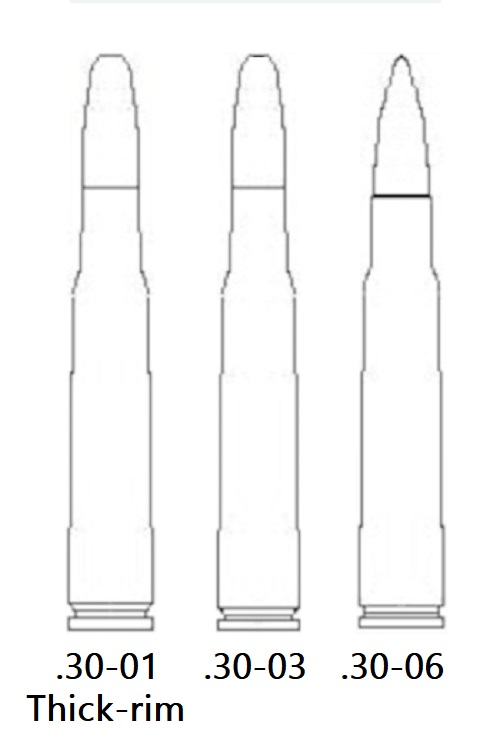

0,30-01 là một mẫu đạn centerfire thử nghiệm ngắn ngủi được phát triển bởi các Mỹ trong năm 1901, cũng được gọi là..30 Ball Model of 1901 hoặc "Thick-rim".
.30-01 sử dụng một viên đạn được bao phủ bởi một hợp kim làm từ đồng và niken và là tiền thân của .30-03.